# Bartolomaios
För namnet, se Bartholomeus. För patriarken, se Bartolomaios I
Bartolomaios eller Bartolomeus (grekiska: Βαρθολομαίος) var en av Jesu tolv lärjungar, ofta identifierad med Filippos följeslagare Natanael i Johannesevangeliet 1:45–51. Bartolomaios helgondag i den västliga kristenheten infaller den 24 augusti och i den östortodoxa den 11 juni.

## Biografi
Namnet Bartolomaios är arameiska (תולמי-בר), Bar Talmaí (Talmaís son) eller Tholomaíos (Ptolemaios son), vilket antingen betyder 'son till en plöjare' eller 'bror till samma moder'. Bartolomaios som nämns i Matteusevangeliet (10:3), Markusevangeliet (3:18), Lukasevangeliet (6:14) och Apostlagärningarna (1:13) har sedan medeltiden identifierats med den Nathanael som nämns i Johannesevangeliet, eftersom Bartolomaios inte nämns i uppräkningen där över apostlarna, men däremot Nathanael. Nathanael uppges i Johannesevangeliet vara närstående till aposteln Filippos. Det finns emellertid förteckningar över apostlarna från fornkyrkan där både Bartolomaios och Nathanael nämns.
I Bibeln nämns Bartolomaios endast i uppräkningar tillsammans med övriga apostlar, men enligt den kristna traditionen missionerade han i Indien, Mesopotamien, Parthien, Lykaonien och Azerbajdzjan, innan han led martyrdöden i Armenien genom att bli flådd levande med en kniv. Han räknas på grund av missionen i dessa länder till en av de apostlar som grundade Armeniska apostoliska kyrkan. Enligt uppgift från Eusebios av Caesarea medförde han det arameiska Matteusevangeliet till Indien.
Det finns ett apokryft evangelium som uppges ha skrivits av Bartolomaios. Hans reliker vördas i kyrkan San Bartolomeo all'Isola i Rom, i Frankfurt och i katedralen i Canterbury.
Bartolomaios är skyddspatron för bokbindare, garvare, handskmakare, läderarbetare, skomakare och herdar.

## Bilder
| - Aposteln Bartolomaios. Skulptur utförd av Pierre Legros den yngre i San Giovanni in Laterano. |